# Tomophyllum inconspicuum
Tomophyllum inconspicuum är en stensöteväxtart som först beskrevs av Bl., och fick sitt nu gällande namn av Barbara S. Parris. Tomophyllum inconspicuum ingår i släktet Tomophyllum och familjen Polypodiaceae. Inga underarter finns listade.